# Comuna Lupolove, Uleanovka
Lupolove (în ucraineană Луполове) este o comună în raionul Uleanovka, regiunea Kirovohrad, Ucraina, formată din satele Koșaro-Oleksandrivka și Lupolove (reședința).

## Demografie
Componența lingvistică a comunei Lupolove
     Ucraineană (96,14%)
     Română (2,48%)
     Rusă (1,19%)
Conform recensământului din 2001, majoritatea populației comunei Lupolove era vorbitoare de ucraineană (96,14%), existând în minoritate și vorbitori de română (2,48%) și rusă (1,19%).